# Яремчук, Иван Иванович
Ива́н Ива́нович Яремчу́к (укр. Іва́н Іва́нович Яремчу́к; 19 марта 1962, Великий Бычков, Закарпатская область) — советский и украинский футболист, полузащитник. Мастер спорта международного класса (1986). Заслуженный мастер спорта СССР (1986).

## Спортивная биография
Иван Яремчук попал в большой футбол благодаря своему земляку — экс-игроку Динамо (Киев) 40-50-х Яношу Фабиану. Последний рекомендовал Яремчука Виктору Жилину для поступления в киевский спортинтернат. По окончании интерната в 1979 уехал в Днепр (Черкассы), где главным тренером был тот же Виктор Жилин.
В 1983 призван в армию, выступал за армейскую команду 2-й лиги СКА (Киев). Игру техничного полузащитника заметил Валерий Лобановский, который в итоге и пригласил Яремчука в киевское «Динамо» в 1985.
В первый же свой сезон стал чемпионом СССР и обладателем Кубка СССР и застолбил за собой место правого полузащитника.
Одну из самых ярких игр провел 19 марта 1986 года, в свой день рождения, когда в Киеве «Динамо» в матче Кубка Кубков против «Рапида» выиграло 5:1. В том матче Яремчук забил 2 мяча и был признан лучшим игроком матча.
27 августа 1986 года в финальном матче Кубка Сантьяго Бернабеу получил тяжелейшую травму (перелом левой ноги и разрыв связок), которую ему нанёс игрок мадридского «Реала» Хорхе Вальдано. Из-за последствий травмы и неправильного лечения долго лечился, около года не играл.
Дважды подряд, в одно и то же время в марте (один раз в день рождения, другой — перед днём рождения), в календарных матчах чемпионата СССР Яремчук получал переломы конечностей: «Динамо» (Киев) — «Черноморец» (19.03.1988) и «Арарат» — «Динамо» (Киев) (17.03.1989).
После завершения сезона 1990 года уехал в Германию, в клуб 2-й Бундеслиги «Блау-Вайсс» (Берлин). При переговорах обещали, что команда будет бороться за выход в Бундеслигу. Однако к концу сезона клуб обанкротился и по завершении турнира был переведен в любители. Сам Яремчук провел на поле только 5 матчей, в одном из которых получил травму мениска и досрочно завершил сезон.
В 1991 году Яремчука звал к себе в «Герту» экс-главный тренер сборной ГДР Бернд Штанге. Однако на первой же тренировке он порвал крестообразные связки на том же травмированном ранее колене.
Через год он оказался в любительской команде «Олимпиакос» (Берлин), в которой задержался только на 3 месяца (из-за низкого уровня команды). Ему был предложен вариант с греческим ОФИ. Приехав на смотрины и сыграв 2 товарищеских матча (забил 1 гол), оставил благоприятное впечатление. Греки обещали продать лишнего иностранца и взять Яремчука, однако вызова так и не последовало. В Германии пристрастился к игре в казино и по собственным словам, проиграл за 15 лет около миллиона долларов.
Вместо Греции в середине 1993 года Яремчук оказался в «КАМАЗе», с которым заключил контракт на 2 года. На российскую команду Ивана вывел один из киевских журналистов, который был близко знаком с Лобановским. Однако в Чемпионате России 1993 он не сыграл ни одного матча, так как немецкая федерация футбола не выслала вовремя трансферный сертификат.
В сезоне 1994 провел за «КАМАЗ» 1-й круг, после которого самовольно покинул команду. Позже объяснил, что это было вызвано задолженностью руководства клуба перед ним по премиальным.
В сезоне 1994/95 выступал за израильский клуб «Хапоэль» (Ришон-ле-Цион). Из команды был вынужден уйти из-за сексуального скандала, приведшего к его депортации из страны. По признанию очевидцев его игры в Израиле, если бы не скандал, то Яремчук получил бы звание «Лучшего легионера Израиля 1994/95».
Летом 1995 года тренировался с «Динамо-2» (Киев), за который провел несколько контрольных игр и один матч в Первой лиге Украины 1995/96, в котором забил гол. Яремчука заметили селекционеры чешского клуба «Богемианс» и предложили контракт. Однако из-за финансовых проблем клуба провел в Чехии только полгода.
В начале 1996 года уехал в Казахстан играть за клуб «Мунайши», где выступал вместе с Василием Каратаевым, Валерием Глушаковым и Ренатом Атаулиным. В середине 1996 покидает команду по причине финансовой задолженности перед ним и переезжает в Россию, в клуб «Энергия-Текстильщик» (Камышин). Эту команду помог найти ему тренер сборной России Борис Игнатьев. За «Текстильщик» провел восемь игр в чемпионате и одну в кубке и покинул клуб из-за невыплаты обещанных подъёмных.
В 1997 вернулся на Украину, где наилучшие финансовые условия ему предложили в «Ворскле». Вместе со своим земляком Иваном Шарием был самым возрастным игроком команды, но при этом они оба выделялись среди партнёров своей игрой.

## Выступления в сборной СССР
За сборную СССР провёл 19 матчей, забил 1 гол (поразил ворота сборной Венгрии на ЧМ-86). Участник ЧМ-86 и ЧМ-90.
Должен был играть и на Евро-88, но за 3 месяца до начала получил травму (перелом пальца на руке) в календарном матче чемпионата СССР с «Черноморцем».

## Личная жизнь
По его собственному утверждению, полюбил азартные игры в казино и проиграл почти всё своё имущество. В декабре 2009 года появилась информация, что Яремчука подозревают в развращении малолетних.
Мастер спорта и призёр чемпионата Украины 1998 года по бильярду.
Играет в спортивный покер, участвует в EPT Kyev Main Event.
Дочь Валерия Яремчук — бывшая спортсменка, чемпионка Украины по синхронному плаванию.

## Достижения

### Командные
Динамо (Киев)
- Чемпион СССР (3): 1985, 1986, 1990
- Обладатель Кубка СССР (3): 1985, 1987, 1990
- Обладатель Суперкубка СССР: 1986
- Обладатель Кубка обладателей Кубков УЕФА: 1986

### Личные
- В списках лучших футболистов Украинской ССР[укр.] (3): № 2 (1985, 1986), № 3 (1988)
- В списке 33-х лучших футболистов СССР (2): № 1 (1986), № 3 (1985)
- Мастер спорта СССР международного класса (1986)
- Заслуженный мастер спорта СССР (1986)

## Награды
Орден «За заслуги» II степени (2016), III степени (2004)